# 원삼중학교
원삼중학교(遠三中學校)는 대한민국 경기도 용인시 처인구 원삼면 고당리에 있는 공립 중학교이다.

## 학교 연혁
- 1950년 4월 1일 : 원삼농업고등공민학교 개교
- 1961년 5월 24일 : 용인중학교 원삼분교 인가
- 1963년 2월 9일 : 원삼중학교 3학급 설립인가
- 1963년 4월 1일 : 초대 박창조 교장 취임
- 1971년 3월 5일 : 학급증설 인가 (12학급)
- 1981년 12월 12일 : 교사개축 및 숙직실·사택 신축준공
- 2008년 6월 30일 : 학교숲 공원화 사업(용인시 지원)
- 2017년 8월 28일 : 교사 동 증·개축 준공
- 2018년 9월 1일 : 풋살(futsal)장 및 농구장 준공
- 2019년 9월 1일 : 간이실내체육실 준공
- 2020년 3월 1일 : 혁신학교 지정
- 2020년 9월 1일 : 제22대 김현석 교장 취임
- 2020년 9월 1일 : 온라인 교과서 선도학교 지정
- 2023년 1월 10일 : 제60회 40명 졸업(총 6,153명)
- 2023년 3월 2일 : 미래형 교과서 선도학교 지정

## 참고 자료
- 원삼중학교 - 한국교육학술정보원 학교알리미